# كيم وال
كيم وال (بالسويدية: Kim Wall)‏ (و. 1987 – 2017 م) هي صحفية، ومصورة، من السويد، توفيت في كوبنهاغن، عن عمر يناهز 30 عاماً.

## التعليم
تعلمت في جامعة كولومبيا، وتحصلت منها على ماجستير (2014–2015)، وجامعة كولومبيا، في تخصص صحافة، وتحصلت منها على ماجستير (2012–2013)، وجامعة بكين، وكلية لندن للاقتصاد، وتحصلت منها على بكالوريوس العلوم (2008–2011)، وجامعة لوند (2007–2008)، وجامعة باريس، وMalmö Borgarskola ‏.

## قتلها:
في 25 أبريل 2018، أصدرت محكمة دنماركية حكمًا بالسجن المؤبد على المخترع بيتر مادسن بعد إدانته بقتل الصحفية السويدية كيم وول بطريقة وحشية على متن غواصته في أغسطس 2017. وخلصت المحكمة إلى أن مادسن استدرج وول إلى غواصته بقصد استغلالها، قبل أن يقتلها بوحشية، ثم يُقطع جسدها ويُلقي به في البحر محاولًا طمس الأدلة. وأكد تقرير الطب الشرعي أن الجثة تعرّضت للتشويه عمدًا، إذ تم قطع الرأس والأطراف، كما أظهرت الأدلة أنه خطط للجريمة مسبقًا.
وخلال المحاكمة، أنكر مادسن تهمة القتل العمد، لكنه أقر بتقطيع الجثة والتخلص منها. ومع ذلك، قدم الادعاء العام أدلة دامغة على أن وول تعرضت للاعتداء الجنسي قبل مقتلها، مما دفع المحكمة إلى اعتبار الجريمة مدبرة ووحشية. لم يُبدِ مادسن أي ندم خلال المحاكمة، وحاول الادعاء تأكيد أنه كان يخطط لجرائم أخرى مماثلة.
وفي تطور لاحق، حاول مادسن الفرار من السجن في أكتوبر 2020، حيث تمكن من تجاوز حراس السجن واحتجاز رهينة تحت تهديد سلاح مزيف قبل أن تعتقله الشرطة مجددًا بعد دقائق من الهروب. نتيجة لذلك، فُرضت عليه تدابير أمنية إضافية داخل السجن، مما جعله أحد أكثر السجناء خضوعًا للرقابة في الدنمارك.
لا يزال مادسن يقضي عقوبته في أحد السجون الدنماركية، بينما تُعتبر قضية وول واحدة من أبشع الجرائم في تاريخ البلاد، وقد ألهمت إنتاج العديد من الوثائقيات والأعمال الدرامية حول الجريمة.